# Melaleuca pauperiflora
Melaleuca pauperiflora är en myrtenväxtart som beskrevs av Ferdinand von Mueller. Melaleuca pauperiflora ingår i släktet Melaleuca och familjen myrtenväxter.

## Underarter
Arten delas in i följande underarter:
- M. p. fastigiata
- M. p. mutica
- M. p. pauperiflora